# Martianus von Tortona
Martianus oder Marcianus von Tortona ist ein christlicher Heiliger und Märtyrer. Seine Existenz ist nicht historisch belegt. Nach der Tradition war er der erste Bischof von Tortona und hielt den Bischofsstuhl für 45 Jahre. Er soll unter dem römischen Kaiser Hadrian (Amtszeit 117–138) gekreuzigt worden sein.
Sein Gedenktag ist der 6. März.